# Sheb Wooley
Pour les articles homonymes, voir Wooley.
Shelby Fredrick "Sheb" Wooley est un cow-boy, chanteur, musicien, auteur-compositeur et acteur américain né le 10 avril 1921 à Erick dans l'Oklahoma (États-Unis), mort le 16 septembre 2003 à Nashville (Tennessee). Il utilisait parfois le pseudonyme de Ben Colder en tant que chanteur. Il a connu le succès grâce à sa chanson The Purple People Eater en 1958.
Il est encore célèbre de nos jours pour être à l'origine du Cri Wilhelm qui aurait été enregistré pour le film Les Aventures du capitaine Wyatt en 1951, et qui est utilisé aujourd'hui comme clin d'œil à travers de nombreuses œuvres cinématographiques (Star Wars, Indiana Jones, Titanic, Le Seigneur des anneaux, La Grande Aventure Lego, Star Trek...). Le son sera même utilisé dans des jeux vidéo et à la télévision.

## Biographie

### Jeunesse
Shelby Fredrick Wooley naît le 10 avril 1921 à Erick dans l'Oklahoma (États-Unis). Son père est fermier et Sheb apprend le métier de cow-boy. Il deviendra un rodeo rider accompli.
À l'âge de 15 ans, il forme un groupe de musique country : les Plainview Melody Boys. Ses chansons passent à la radio locale. En 1940, il se marie avec Melva Miller.

### Seconde Guerre Mondiale
Lorsque les États-Unis entrent en guerre aux côtés de la France et du Royaume-Uni, Sheb veut s'engager dans l'armée pour combattre. Mais il n'est pas accepté à cause de ses nombreuses blessures de rodéo. Pendant la guerre, il travaille alors dans une usine de pétrole.

### Carrière d'acteur et de musicien
En 1946, Wooley se rend au Texas où il fait de la musique country. C'est là qu'il rencontre Edna Talbott Bunt avec qui il se marie.
En 1950, il déménage avec sa femme Edna et son beau-fils Gary à Hollywood où il exerce le métier d'acteur.
Dans les années 1950 à 1990, il joue dans de nombreux westerns. En 1951, il joue dans le film Les Aventures du capitaine Wyatt où il enregistre un cri qui devient le plus connu de l'histoire du cinéma. En effet, après le film, Warner Bros. utilise le cri dans plusieurs de ses films. En 1976, le sound designer de la saga Star Wars, Ben Burtt retrouve le son original et le fait apparaître dans tous les films sur lesquels il travaille. L'idée est reprise par d'autres et c'est grâce à ce film que Sheb Wooley entre involontairement dans la légende. Ce cri est appelé par Ben Burtt, le Cri Wilhelm. Il est utilisé en clin d'œil par les monteurs dans plus de 500 films jusqu'en 2018 et au-delà.
En 1952, Wooley joue le rôle de Ben Miller dans le film Le train sifflera trois fois de Fred Zinnemann. En 1989, le film est sélectionné pour le National Film Registry par le National Film Preservation Board pour la conservation à la Bibliothèque du Congrès aux États-Unis pour son « importance culturelle, historique ou esthétique », la première année de sa création.
En 1958, il sort son plus grand succès en tant que chanteur, The Purple People Eater.
Il se remarie avec Deanna Grughlin en 1985.
Entre 1959 et 1961 il participe au tournage des épisodes de la série western Rawhide aux côtés d'Eric Fleming et de Clint Eastwood. Il incarne le rôle de Pete Nolan, éclaireur de piste pendant 3 saisons sur les 5 que compte la série.
En 2003, il écrit une dernière chanson quatre jours avant de mourir à l'âge de 82 ans. Après sa mort, le sound designer qui l'a popularisé, Ben Burtt, jure de ne plus utiliser le cri Wilhelm par respect, mais le son reste largement utilisé par ailleurs.

## Discographie

### Albums
- 1956 : Sheb Wooley
- 1960 : Songs from the Days of Rawhide
- 1962 : That's My Pa and That's My Ma
- 1963 : Tales of How the West Was Won
- 1963 : Spoofing the Big Ones
- 1963 : Ben Colder
- 1965 : The Very Best
- 1965 : It's a Big Land
- 1966 : Big Ben Strikes Again
- 1967 : Wine Women & Song
- 1968 : The Best of Ben Colder
- 1968 : Harper Valley P.T.A. (Later The Same Day)
- 1969 : Warm and Wooley
- 1969 : Have One On
- 1970 : Big Ben Colder Wild Again
- 1971 : Live and Loaded
- 1972 : Warming Up to Colder
- 1973 : The Wacky World

### Singles
- 1955 : Are You Satisfied?
- 1958 : The Purple People Eater
- 1959 : Sweet Chile
- 1962 : That's My Pa
- 1962 : Don't Go Near the Eskimos
- 1963 : Hello Wall No. 2
- 1963 : Still No. 2
- 1963 : Detroit City No. 2
- 1964 : Blue Guitar
- 1966 : I'll Leave the Singin' to the Bluebirds
- 1966 : Almost Persuaded No. 2
- 1966 : Tonight's the Night My Angel's Halo Fell
- 1968 : Tie a Tiger Down
- 1969 : Harper Valley P.T.A. (Later That Same Day)
- 1969 : Little Green Apples No. 2
- 1969 : I Remember Loving You
- 1969 : The One Man Band
- 1970 : Big Sweet John
- 1971 : Fifteen Beers Ago

## Filmographie

### Longs métrages
- 1950 : Rocky Mountain : Kay Rawlins (CSA)
- 1951 : Quand les tambours s'arrêteront (Apache Drums) : Townsman
- 1951 : Inside the Walls of Folsom Prison : Convict Chick Fullis
- 1951 : La Rivière de la mort (Little Big Horn) de Charles Marquis Warren : Quince
- 1951 : Les Aventures du capitaine Wyatt (Distant Drums) : Pvt. Jessup
- 1952 : Les clairons sonnent la charge (Bugles in the Afternoon) : Gen. George Armstrong Custer
- 1952 : Le Train sifflera 3 fois (High Noon) : Ben Miller
- 1952 : Hellgate de Charles Marquis Warren : Neill Price
- 1952 : Panique à l'Ouest (Cattle Town) : Miller
- 1952 : Le Shérif de Tombstone : Army Officer
- 1952 : Les Indomptables (The Lusty Men) : Gambler with Buster
- 1952 : Sky Full of Moon (en) de Norman Foster : Balladeer
- 1953 : Texas Bad Man (it) : Mack
- 1954 : L'Homme des plaines (The Boy from Oklahoma) de Michael Curtiz : Pete Martin, le contremaître de Turlock
- 1954 : Rose Marie : Corporal
- 1954 : Arrow in the Dust : Trooper
- 1954 : Johnny Guitare (Johnny Guitar) de Nicholas Ray : Posseman
- 1954 : Les Sept Femmes de Barbe-Rousse (Seven Brides for Seven Brothers)
- 1955 : L'Homme qui n'a pas d'étoile (Man without a Star), de King Vidor : Latigo
- 1955 : Trial : Butteridge
- 1955 : Grève d'amour (The Second Greatest Sex) de George Marshall : Jones City leader
- 1956 : Géant (Giant) : Gabe Target
- 1956 : The Black Whip : Bill Lassater
- 1957 : The Oklahoman : Cowboy / Henchman
- 1957 : Femme d'Apache (Trooper Hook) : Townsman
- 1957 : Ride a Violent Mile : Jonathan Long
- 1958 : Terror in a Texas Town : Baxter
- 1967 : La Caravane de feu (The War Wagon) : Snyder
- 1976 : Josey Wales hors-la-loi (The Outlaw Josey Wales) : Travis Cobb
- 1985 : Silverado : Cavalry Sergeant
- 1986 : Uphill All the Way : Anson Sudro
- 1986 : Le Grand Défi (Hoosiers) : Cletus
- 1988 : Purple People Eater : Harry Skinner

### Téléfilms
- 1956 : Cavalry Patrol : Lank Clee
- 1984 : Les Poupées de l'espoir (The Dollmaker)

### Télévision
- 1959 à 1961 : Rawhide : Pete Nolan (3 saisons, 84 épisodes)

## Le Cri Wilhelm
Sheb Wooley est l'auteur du fameux « cri Wilhelm », repris dans plus de 300 films par les monteurs. Toutefois, après la mort de l'acteur en 2003, il semble qu'une partie de la sphère cinématographique ait décidé, par respect, d'abandonner l'utilisation du cri iconique. Grâce à ce cri, la voix de Sheb Wooley apparaît dans de nombreux films. En 2017, le cri a été utilisé dans plus de 300 films.

## Récompenses
- 1968 : Country Music Association's Comedian of the Year Award
- 1992 : Auteur-compositeur de l'année
- 1992 : Golden Boot Awards
- 1992 : Western Heritage Award